# Christopher Newport
Pour les articles homonymes, voir Newport.
Christopher Newport, né en décembre 1561 à Limehouse et mort en août 1617 à Banten, est le capitaine anglais du Susan Constant, le bateau qui, en 1607, transportait les colons de la Virginia Company pour fonder la colonie de Jamestown en Virginie.

## Biographie
Après les deux voyages de 1607, il en effectue un troisième où, pris dans un ouragan, il s'échoue sur les côtes des Bermudes. Il passe ensuite au service de la Compagnie britannique des Indes orientales et meurt à Java en 1617. 

## Hommages
L'université Christopher Newport à Newport News est nommé d'après lui. Dans le film Le Nouveau Monde de Terrence Malick, il est interprété par Christopher Plummer.